# Ronde van Made
De Ronde van Made is in het wielerseizoen het eerste wielercriterium dat in Nederland georganiseerd wordt, de zondag na Luik-Bastenaken-Luik. In de Noord-Brabantse plaats Made worden wedstrijden in diverse categorieën gereden. De profs rijden de wedstrijd onder de naam Profronde van Made. Voordat de koersen van start gaan worden de renners gezegend door de plaatselijke pastores.
Sinds 2006 rijden de profs de Ronde van Made als omnium, bestaande uit een individuele tijdrit, een afvalkoers en een criterium.

## Overzicht winnaars
- 2019 - Yves Lampaert
- 2018 - Fabio Jakobsen
- 2014 - Niki Terpstra
- 2013 - Niki Terpstra
- 2012 - Niki Terpstra
- 2011 - Sebastian Langeveld
- 2010 - Bobbie Traksel
- 2009 - Stijn Devolder
- 2008 - Mark Cavendish
- 2007 - Leif Hoste
- 2006 - Karsten Kroon
- 2005 - Tom Boonen
- 2004 - Igor Astarloa
- 2003 - Peter Van Petegem
- 2002 - Johan Museeuw
- 2001 - Servais Knaven
- 2000 - Tristan Hoffman
- 1999 - Jeroen Blijlevens
- 1998 - Michael Boogerd
- 1997 - Léon van Bon
- 1996 - Tristan Hoffman
- 1995 - Jeroen Blijlevens
- 1994 - Johan Museeuw
- 1993 - Adrie van der Poel
- 1992 - Johan Capiot
- 1991 - Edwig Van Hooydonck
- 1990 - Frank Pirard
- 1989 - Nico Verhoeven
- 1988 - Jacques Hanegraaf
- 1987 - Wim Arras
- 1986 - Adrie van der Poel
- 1985 - Ludo Peeters
- 1984 - Jacques Hanegraaf
- 1983 - Adrie van der Poel
- 1982 - Jan Raas
- 1981 - Mario van Vlimmeren
- 1980 - Cees Priem
- 1979 - Leo van Vliet
- 1978 - Aad van den Hoek
- 1977 - Jan Raas
- 1976 - Gerrie Knetemann
- 1975 - Roy Schuiten
- 1974* - W. van Steenis
- 1974** - Cees van Bragt
- 1973 - Jan van Katwijk
- 1972 - Jos van Beers
- 1971* - Cees Koeken
- 1971** - H. Stander
- 1970* - M. Pennings
- 1969 - Harm Ottenbros
- 1968* - Rudy Liebrechts
- 1968 - Peter Post
- 1967 - Cornelis Schuuring
- 1966 - Jos van de Vleuten
- 1965 - Peter Post
- 1964 - Henk Nijdam
- 1962 - Rik Van Steenbergen
- 1962* - Leo van Dongen
- 1961 - Jos Verachtert
- 1961* - Leo van Dongen
- 1960 - Joop van de Putten
- 1959 - Gerrit Voorting
- 1958 - Piet Steenvoorden
- 1957 - Gerrit Voorting
- 1957* - A. van Egmond
- 1956* - Jo de Haan
- 1955* - C. van de Borst
- 1954* - M. Verbeek
- 1953* - Pieter de Jongh
- 1952* - Wies van Dongen
- 1951* - C. Paymans
- 1950* - A. Suijkerbuijk
- 1949 - John Braspennincx
- 1948 - Huub Sijen
- 1947 - Harry Maas
- 1946* - Piet De Vries
- 1942 - Kees Pellenaars
- 1941 - Kees Pellenaars

* Alleen amateurs.

** In 1971 en 1974 werden twee koersen voor amateurs verreden.